# Guillaume Burger
Guillaume Burger, född den 25 januari 1989, är en fransk kanotist.

## Karriär
Burger tog VM-silver i K-4 1000 meter och brons i K-1 4 × 200 meter i samband med sprintvärldsmästerskapen i kanotsport 2009 i Dartmouth i Kanada.
Vid OS i Tokyo 2021 blev Burger utslagen i kvartsfinalen i K-1 1000 meter samt slutade på 15:e plats tillsammans med Étienne Hubert i K-2 1000 meter.